# Survivor Series 2007
Survivor Series 2007 was een pay-per-viewevenement in het professioneel worstelen dat geproduceerd werd door de World Wrestling Entertainment. Dit evenement was de 21ste editie van Survivor Series en vond plaats in het American Airlines Arena in Miami op 18 november 2007.

## Wedstrijden
| Nr.                                                                          | Match | Winnaar(s)                                                        |
| ---------------------------------------------------------------------------- | --- | ----------------------------------------------------------------- |
| 1                                                                            | CM Punk (c) vs. John Morrison vs. The Miz in een Triple Threat match voor het ECW Championship | CM Punk (c)                                                       |
| 2                                                                            | Mickie James, Maria, Torrie Wilson, Michelle McCool & Kelly Kelly vs. Beth Phoenix, Jillian Hall, Melina, Victoria & Layla in een 10-Divas tag team match                                                        | Mickie James, Maria, Torrie Wilson, Michelle McCool & Kelly Kelly |
| 3                                                                            | Lance Cade en Trevor Murdoch (c) vs. Hardcore Holly en Cody Rhodes in een tag team match voor het World Tag Team Championship                                                                                    | Lance Cade en Tervor Murdoch (c)                                  |
| 4                                                                            | Team Triple H (Triple H, Jeff Hardy, Rey Mysterio & Kane) vs. Team Umaga (Umaga, Mr. Kennedy, Montel Vontavious Porter, Finlay & Big Daddy V) (met Matt Striker) in een 5-op-5 Survivor Series Elimination match | Team Mickie                                                       |
| 5                                                                            | Hornswoggle (met Vince McMahon & Shane McMahon) vs. The Great Khali (met Ranjin Singh) in een een-op-eenmatch | The Great Khali                                                   |
| 6                                                                            | Randy Orton (c) vs. Shawn Michaels in een een-op-eenmatch voor het WWE Championship | Randy Orton (c)                                                   |
| 7                                                                            | Batista (c) vs. The Undertaker in een Hell in a Cell match voor het World Heavyweight Championship | Batista (c)                                                       |
| (c) huidige kampioen voor en na de match \| (nc) nieuwe kampioen na de match | |                                                                   |